# Werner Heisenberg

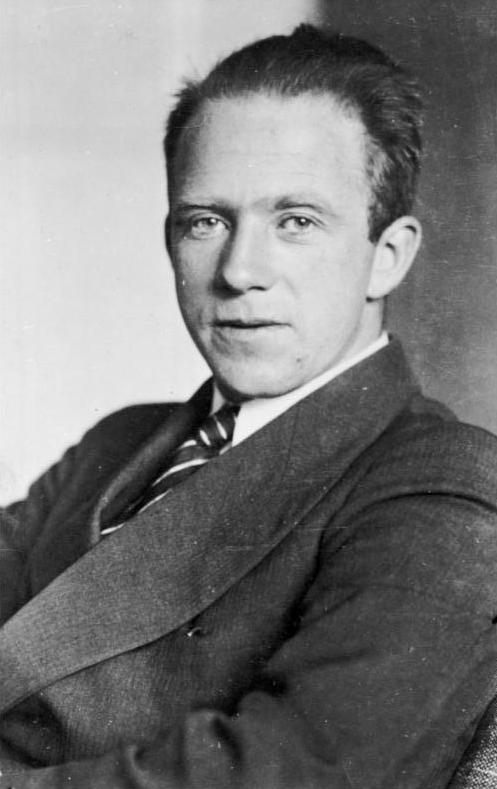
Werner Heisenberg, 1933

Werner Karl Heisenberg (* 5. Dezember 1901 in Würzburg; † 1. Februar 1976 in München) war ein deutscher Physiker, der als Begründer der Quantenmechanik gilt und zu den bedeutendsten Physikern des 20. Jahrhunderts zählt.
Heisenberg gab 1925 die erste mathematische Formulierung der Quantenmechanik an. 1927 formulierte er die Heisenbergsche Unschärferelation, ein fundamentales Prinzip der Quantenmechanik. Für die Begründung der Quantenmechanik wurde er 1933 mit dem Nobelpreis für Physik des Jahres 1932 ausgezeichnet. Er befasste sich auch mit den philosophischen Aspekten der Quantenmechanik und äußerte sich in umstrittener Weise zur Entwicklung und Anwendung der Atombombe.
Nach dem Studium in München war Heisenberg Assistent von Max Born in Göttingen und arbeitete in Niels Bohrs Institut in Kopenhagen. Ab 1927 lehrte er Physik in Leipzig und ab 1942 in Berlin, wo er zugleich das Kaiser-Wilhelm-Institut für Physik leitete. Während des Zweiten Weltkriegs war er am deutschen Uranprojekt beteiligt. Nach dem Krieg war er Direktor des Max-Planck-Instituts für Physik in Göttingen (1946–1958) und München (1958–1970).

## Leben

### Herkunft und Schulzeit
Werner Heisenberg wurde in eine Gelehrtenfamilie geboren. Er war ein Urenkel von Adolf Zeising, der vor allem als Begründer und Verbreiter der Lehre vom Goldenen Schnitt bekannt wurde. Sein Vater war der Byzantinist August Heisenberg (1869–1930). Seine hochintelligente Mutter Annie geb. Wecklein (1871–1945) war die Tochter des klassischen Philologen Nikolaus Wecklein, der Rektor des Maximiliansgymnasiums in München war. Sein älterer Bruder Erwin (1900–1965) studierte in Berlin und wurde Industriechemiker in Bitterfeld.
Heisenberg kam nach München, als sein Vater einige Jahre nach seiner Geburt als Professor nach München berufen wurde. Er besuchte das Münchner Maximiliansgymnasium, das bis 1913 von seinem Großvater geleitet wurde. Er war Neupfadfinder.
Im Jahr 1918 leistete er Kriegshilfsdienst auf einem oberbayerischen Bauernhof. 1919 schloss sich Heisenberg einer Freiwilligeneinheit an, die dem Freikorps Lützow zugeordnet war, und beteiligte sich an der Niederschlagung der Münchner Räterepublik, während sein Bruder im Freikorps Epp diente.

### Studium
Heisenberg war lange Zeit unentschlossen, ob er Musik oder Naturwissenschaften und Mathematik studieren sollte. Er entschloss sich dann doch zu einem Mathematikstudium. Er besuchte bereits vor seinem Studium Kurse an der Münchner Universität, darunter auch über mathematische Methoden in der damals aufkommenden modernen Physik. Er strebte an, das Mathematik-Grundstudium zu überspringen. Dazu sprach er bei dem bekannten Mathematikprofessor Ferdinand von Lindemann vor, der jedoch der Anwendung der Mathematik in der Physik äußerst kritisch gegenüberstand. In seiner Autobiographie Der Teil und das Ganze beschrieb Heisenberg das Treffen als Desaster: Nachdem Lindemanns kleiner Hund ihn schon beim Eintritt wütend angekläfft hatte, fragte der Professor nach Heisenbergs Lektüre. Als er von Hermann Weyls Raum, Zeit, Materie (ein Buch über Allgemeine Relativitätstheorie) erfuhr, beendete er das Gespräch unverzüglich mit der unwirschen Bemerkung: „Dann sind Sie für die Mathematik sowieso schon verdorben.“
So begann Heisenberg mit Unterstützung durch Arnold Sommerfeld ein Studium der Physik in München und konnte es in der Mindeststudienzeit von drei Jahren abschließen. Unter Sommerfeld arbeitete er an einem schwierigen Thema der älteren Quantentheorie, dem anomalen Zeemaneffekt. Im Juni 1922 nahm ihn Sommerfeld zu den Vorlesungen von Niels Bohr in Göttingen („Bohrfestspiele“) mit.
Heisenberg wurde 1923 mit einer Dissertation über Stabilität und Turbulenz von Flüssigkeitsströmen bei Sommerfeld promoviert. Dabei kam er nur durch energisches Eintreten von Sommerfeld durch die mündliche Doktorprüfung. Der Mitprüfer, der Experimentalphysiker Wilhelm Wien, warf Heisenberg „bodenlose Ignoranz“ in der Experimentalphysik vor und wollte ihn durchfallen lassen, nachdem er schon im Experimentalphysik-Praktikum sehr unzufrieden mit ihm gewesen war. Eine der Prüfungsfragen, an der Heisenberg damals scheiterte, war das Auflösungsvermögen des Mikroskops und anderer optischer Instrumente, das Wien ausführlich in seinen Vorlesungen behandelt hatte. Heisenberg verwendete es später als Beispiel für seine Unschärferelation. Heisenberg erhielt bei der Doktorprüfung nur den dritthöchsten Grad cum laude von vier möglichen Graden.

### Göttingen und Kopenhagen

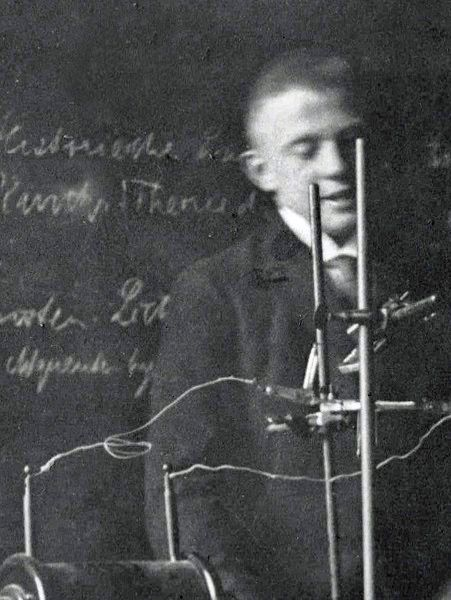
Heisenbergs Habilitation 1924, Bild von Friedrich Hund

Heisenberg wurde 1924 Assistent von Max Born in Göttingen. Im Juli 1924 habilitierte er sich in Göttingen. In den folgenden Jahren begründete er mit Max Born und Pascual Jordan die theoretische Quantenmechanik.
Im März/April 1924 und von September 1924 bis Anfang April 1925 arbeitete er mit Niels Bohr in dessen Institut in Kopenhagen, dann nochmals im Herbst 1925. Bohrs Institut war damals ein internationaler Treffpunkt von Physikern, die sich mit Quantentheorie befassten.

### Leipzig
Mit nur 25 Jahren wurde Heisenberg 1927 als Professor an die Universität Leipzig berufen, die er mit Friedrich Hund zu einem Zentrum der theoretischen Physik machte, insbesondere für Kernphysik. Das Seminar „Heisenberg mit Hund“ erlangte Weltgeltung und zog Schüler aus vielen Ländern an. Hund war mit Heisenberg befreundet und verteidigte ihn wie andere führende deutsche Physiker auch gegen die bedrohliche, von Johannes Stark entfachte Kampagne, die sich auch gegen die moderne theoretische Physik richtete. Heisenberg war Patenonkel von Hunds jüngstem Sohn. 1933 erhielt Heisenberg den Nobelpreis für Physik für das Jahr 1932.

### Berlin und das Uranprojekt
Von 1942 bis 1945 leitete Heisenberg das Kaiser-Wilhelm-Institut für Physik in Berlin-Dahlem und lehrte zudem als Professor an der Berliner Universität.
In Berlin war Heisenberg am Uranprojekt des Heereswaffenamtes beteiligt. Zu Beginn des Zweiten Weltkriegs wurden er und andere Physiker (zum Beispiel Otto Hahn und Carl Friedrich von Weizsäcker) in das Heereswaffenamt berufen. Ihre Aufgabe im Rahmen des Uranprojekts sollte sein, Einsatzmöglichkeiten der Kernspaltung zu finden. Heisenberg stieß zwar erst relativ spät zu dem Projekt, arbeitete jedoch intensiv daran und übernahm bald eine führende Rolle.
Er und seine Kollegen kamen schon früh zu dem Schluss, dass die aufwändige Anreicherung des Spaltstoffes Uran 235 mit den allgemein zur Verfügung stehenden Ressourcen während der voraussichtlichen Restdauer des Krieges nicht zu machen war, und informierten dahingehend am 4. Juni 1942 Albert Speer. Allerdings verschwiegen sie (oder sprachen davon nur in Andeutungen) die Möglichkeit, eine Kernwaffe mit Plutonium zu bauen, bei der die Trennung viel einfacher chemisch ablaufen konnte und für die nur ein Natururan-Reaktor mit Schwerwasser als Moderator erforderlich war (ähnlich wie der heutige kanadische CANDU-Reaktortyp, mit dessen Hilfe Indien in den Besitz von Kernwaffen kam). Auf die entscheidende Frage Speers, wie lange sie für eine Bombe bräuchten, gab er drei bis fünf Jahre an – womit das Projekt seine Priorität verlor.
Im weiteren Verlauf arbeiteten die deutschen Kernphysiker nur noch an einem Schwerwasserreaktor, der am Ende des Krieges ins schwäbische Haigerloch ausgelagert wurde. In den Experimenten der letzten Kriegstage, drei Jahre nach der erfolgreichen Inbetriebnahme eines graphitmoderierten Reaktors durch Enrico Fermi in Chicago, gelang es beinahe, den Forschungsreaktor Haigerloch kritisch werden zu lassen.
Die Mitarbeit im Uranprojekt ist Heisenberg später insbesondere von vielen amerikanischen und exilierten deutschen Physikern verübelt worden. Rückblickend sagte er dazu: „In den ersten Jahren war die Frage, die dem Physiker gestellt war, nicht die, ob er Bomben machen will oder nicht. Sondern die Frage war: Will man so viel Kenntnis dieses gefährlichen Gebiets erwerben, dass man vielleicht in einiger Zeit entscheiden kann, ob Bomben gemacht werden können, ob Energie produziert werden kann?“

### Das Gespräch mit Bohr in Kopenhagen
Auf dem Höhepunkt der militärischen Erfolge des nationalsozialistischen Deutschlands reiste Heisenberg mit Carl Friedrich von Weizsäcker im Jahr 1941 nach Kopenhagen, um mit seinem väterlichen Freund Niels Bohr über die Implikationen einer deutschen Atombombe zu sprechen. Außerdem wollte er, laut seinen späteren Aussagen, den Physikern in Amerika so die Botschaft zukommen lassen, dass die deutschen Physiker die Arbeit an der Bombe zurückgestellt hätten. Bohr, dessen Mutter jüdischer Herkunft war und der im dänischen Widerstand gegen die Deutschen aktiv war, reagierte jedoch schockiert. Er verstand die Äußerungen Heisenbergs so, dass Deutschland tatsächlich ernsthaft an einer Atombombe forschte, und verweigerte sich weiteren Gesprächen. 1943 floh Bohr über Schweden in die USA, wo er den Los-Alamos-Physikern – so erinnert sich Hans Bethe – das Gespräch mit der Skizze einer Bombe, die in Wirklichkeit ein Reaktor war, rekonstruierte. Im Nachhinein deutete Heisenberg sein eigenes Vorgehen als naiv und die Schlussfolgerungen Bohrs als auf einem Missverständnis beruhend. Nach dem Krieg äußerten besonders die Mitglieder der amerikanischen Alsos-Mission (ihr Mitglied Samuel Abraham Goudsmit schrieb darüber ein gleichnamiges Buch), die die nukleare „Hinterlassenschaft“ der deutschen Physiker einsammelten, den Verdacht, dass Heisenberg die Physik der Kernreaktoren/Atombomben wohl nicht gemeistert habe. Daraufhin wehrte sich Heisenberg, indem er moralische Gründe für das Herunterfahren des deutschen Atombomben-Programms in den Vordergrund stellte.
Bohr reagierte gereizt, als er diese Darstellung in Robert Jungks Buch Heller als tausend Sonnen las, das auf Interviews mit Heisenberg beruhte. Er entwarf in den 1950er und 1960er Jahren mehrere kritische Briefe an Heisenberg, schickte diese aber nie ab. Sie wurden in den 1990er Jahren vom Niels-Bohr-Institut in Kopenhagen veröffentlicht. Vielfach wurde das Gespräch als historisches Ereignis von außerordentlicher Tragweite interpretiert, da Bohrs Haltung ein starker Einfluss auf die Entscheidung der Physiker in den USA zugesprochen wurde, sich verstärkt für die Entwicklung der amerikanischen Atombombe (Manhattan-Projekt) einzusetzen. Ob die Interpretation Bohrs tatsächlich auf einem Missverständnis der beiden Physiker beruhte, ist ungeklärt.
Das Gespräch mit Bohr wurde von Michael Frayn unter dem Titel Kopenhagen (1998) in einem bekannten Theaterstück dramatisiert, das die Diskussion um das Kopenhagener Gespräch nochmals belebte und zu der Veröffentlichung von Bohrs Briefen führte. Verschiedene Spekulationen zum Gesprächsinhalt werden dort aus der Sichtweise der Beteiligten (Heisenberg, Bohr, Bohrs Frau) durchgesprochen und mögliche Motive analysiert.
Heisenbergs früherer Mitarbeiter Edward Teller, der als „Vater der Wasserstoffbombe“ bekannt wurde, nahm Heisenberg vehement in Schutz. Er sagte, dass Heisenberg das Atomwaffenprojekt niemals ernsthaft verfolgt habe.
Im Jahr 1943 war Heisenberg von Paul Scherrer nach Zürich eingeladen worden. Während seines Vortrages an der ETH Zürich war Moe Berg zugegen, der den Auftrag hatte, Heisenberg zu töten, sollte sich zeigen, dass Deutschland bei der Entwicklung der Atombombe weit fortgeschritten wäre. Zu einem Attentat kam es jedoch nicht.

### Nachkriegszeit

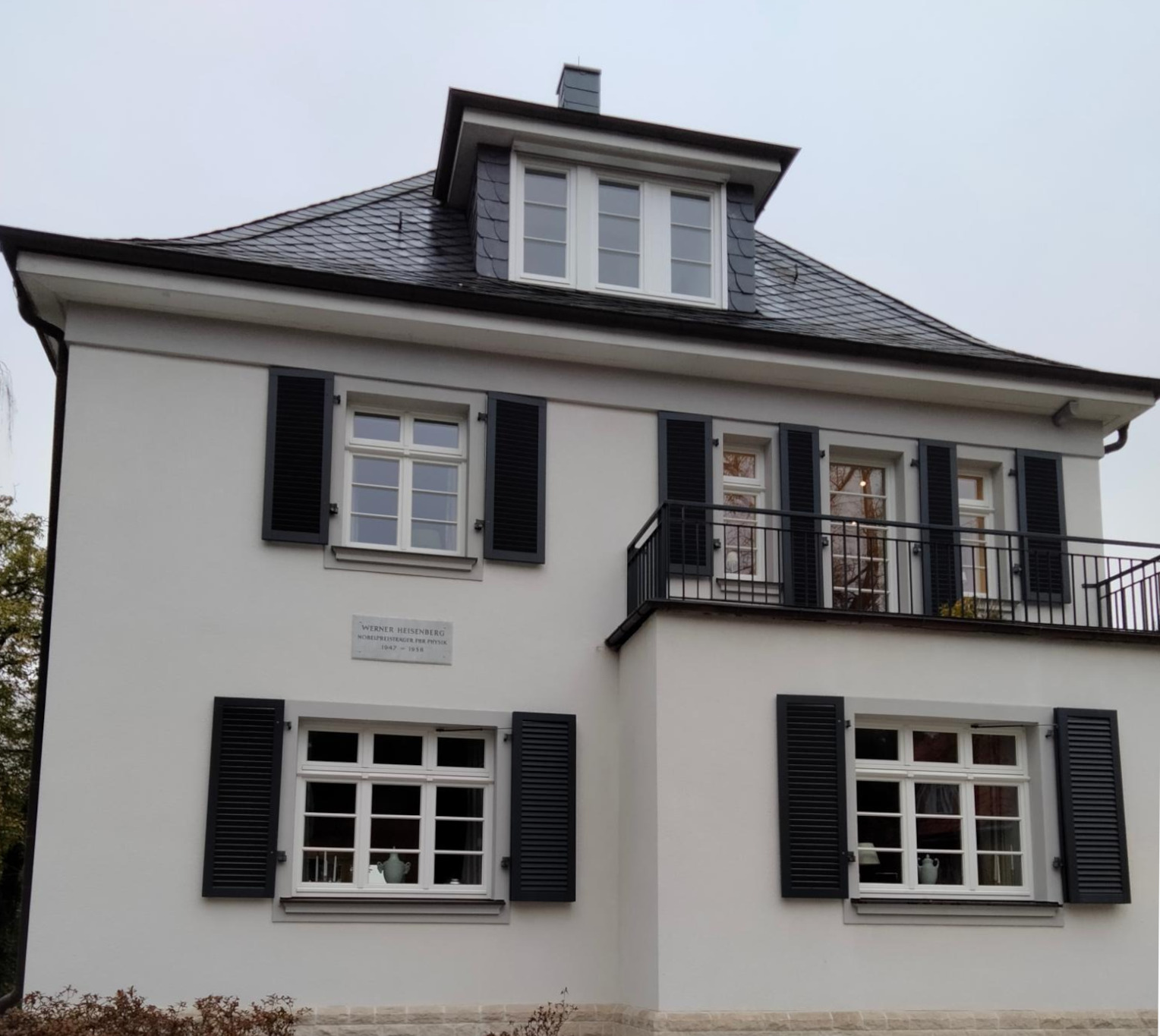
Wohnhaus von Werner Heisenberg in Göttingen (1947–1958)

Heisenberg und mehrere seiner Kollegen wurden nach dem Krieg im englischen Farm Hall inhaftiert und verbrachten dort einige Monate in Kriegsgefangenschaft (siehe Operation Epsilon). Die Gespräche der deutschen Physiker wurden abgehört und später als Farm-Hall-Protokolle veröffentlicht (die Interpretation der Farm-Hall-Protokolle ist umstritten, da einige der inhaftierten Physiker ahnten, dass sie abgehört wurden). Auch Heisenbergs Reaktion auf die Atombombenabwürfe auf Hiroshima und Nagasaki ist protokolliert: Nach anfänglichem Unglauben überdachte er schnell den wahrscheinlich von den US-Amerikanern eingeschlagenen Weg und die Größenordnung der kritischen Massen und hielt am folgenden Tag ein Seminar darüber. Die Internierung durch die Briten wurde danach im Haus Albersmeyer in Alswede fortgesetzt – in unmittelbarer Nähe von Schloss Benkhausen, dem damaligen Hauptquartier der Britischen Rheinarmee.

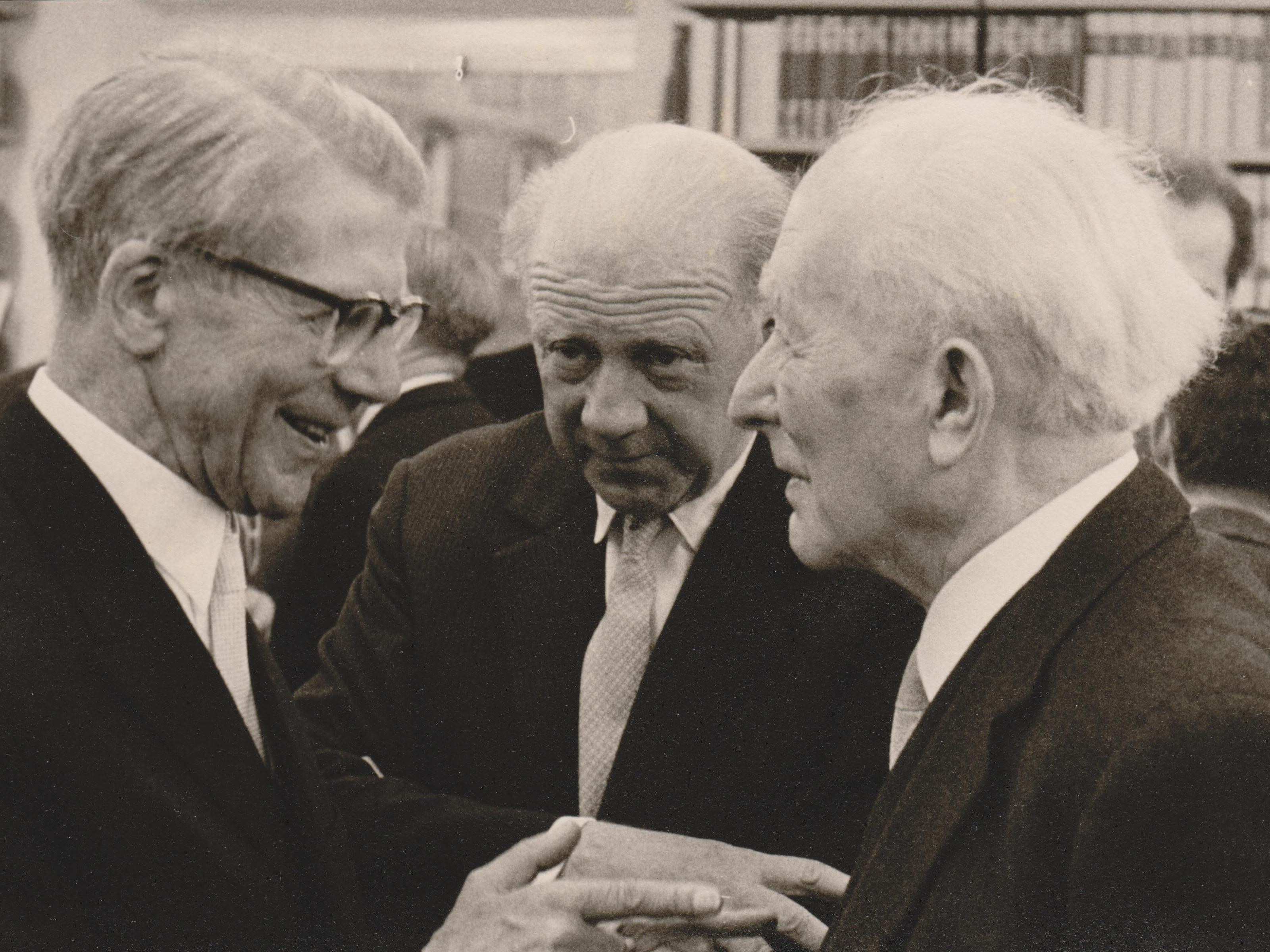
Friedrich Hund, Werner Heisenberg und Max Born 1966 in Göttingen

Im Nachkriegsdeutschland wurde Heisenberg 1946 Direktor des Max-Planck-Instituts für Physik in Göttingen (bis 1958). Von 1949 bis 1951 war er Präsident des Deutschen Forschungsrates. Im Februar 1952 wurde der Europäische Rat für Kernforschung gegründet. Dieses Gremium, das für die Genfer Großforschungsanlage CERN zuständig war, wählte Werner Heisenberg zum Vorsitzenden.
Von 1958 bis 1970 war Heisenberg Direktor des Max-Planck-Instituts für Physik (heute auch Werner-Heisenberg-Institut genannt) in München. Von 1953 bis 1975 war er zudem der erste Präsident der Alexander-von-Humboldt-Stiftung. Er war auch als Regierungsberater für Wissenschaftspolitik einflussreich.

### Privates und Familie
Heisenberg war musikalisch begabt, spielte zuerst Cello und erhielt später in seiner Jugend Klavierunterricht bei dem Pianisten Peter Dorfinger. Er spielte sicher vom Blatt und war beliebt in Kammermusikgruppen. Es gibt sogar eine Aufnahme von Mozarts d-Moll-Klavierkonzert mit einem Liebhaber-Orchester und Heisenberg als Pianist in seinem Hause in München vom 3. Juli 1966.
Er hatte ein optimistisches Naturell, war stets sehr naturverbunden und sportlich. Er hatte Spaß daran, sich in Wettkämpfen zu messen – sei es bei der Lösung mathematischer Aufgaben oder in Tischtennisturnieren im Keller seines Leipziger Instituts, wo er auch häufig mit seinem Doktoranden Edward Teller spielte.
Im Jahr 1937 heiratete Heisenberg Elisabeth geb. Schumacher (1914–1998), eine Tochter des Berliner Professors der Nationalökonomie Hermann Schumacher, die im Buchhandel gearbeitet hatte. 1939 erwarb er das ehemalige Sommerhaus von Lovis Corinth in Urfeld am Walchensee.

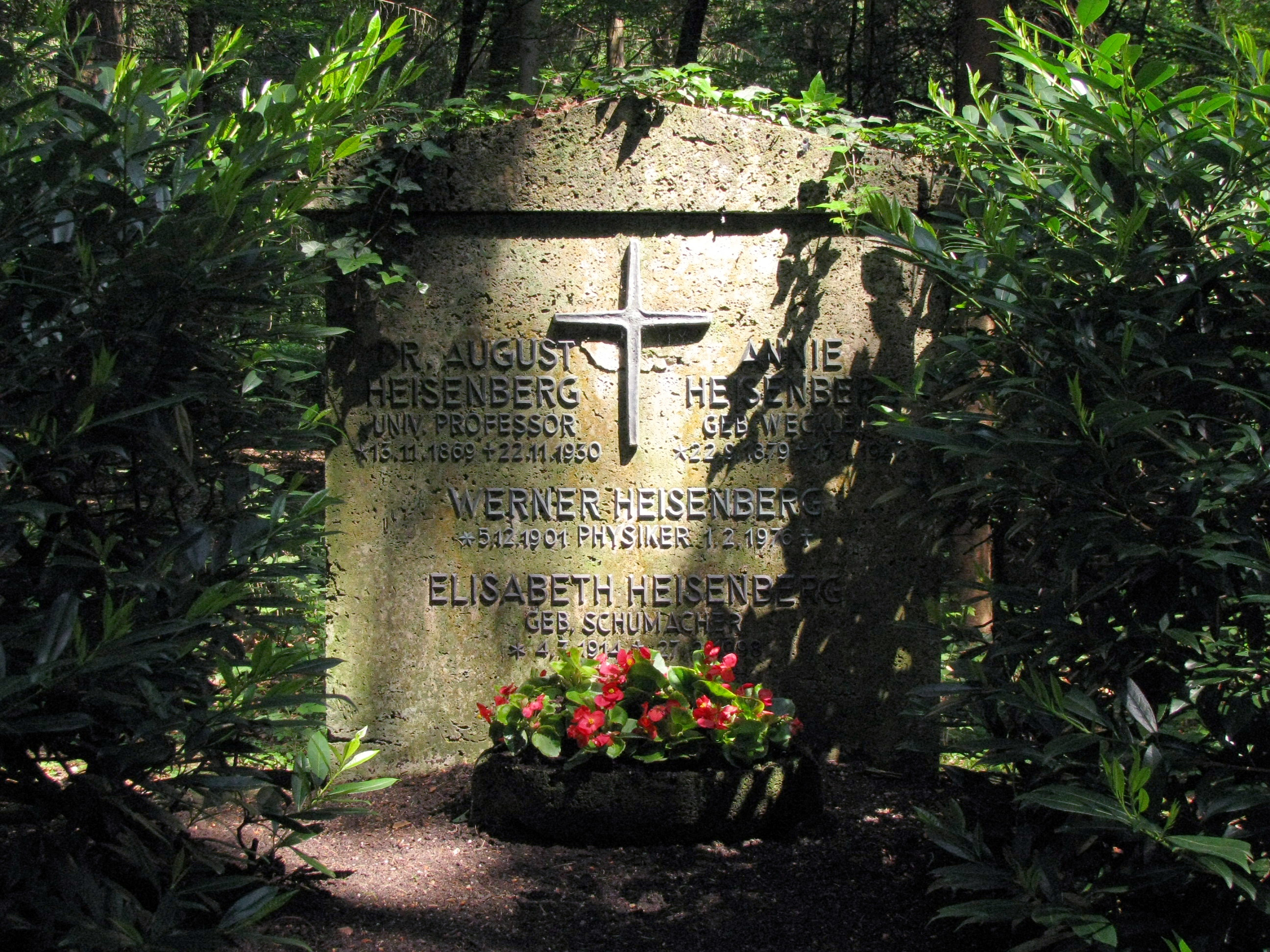
Grab von Werner Heisenberg auf dem Münchner Waldfriedhof

Heisenberg hatte mit seiner Frau sieben Kinder, darunter den späteren Genetik-Professor und Neurobiologen Martin Heisenberg und den Physiker Jochen Heisenberg. Seine Tochter Christine Heisenberg ist seit 1966 mit dem Schriftsteller und Psychologen Frido Mann, einem Enkel Thomas Manns, verheiratet. Einer seiner Enkel ist der Regisseur Benjamin Heisenberg, ein anderer der Biologe Carl-Philipp Heisenberg.
Werner Heisenberg starb im Alter von 74 Jahren. Seine Grabstätte befindet sich auf dem Münchner Waldfriedhof, Alter Teil (Grabnr. 163-W-29) (Standort).
In dem Familiengrab liegen auch Heisenbergs Eltern und seine Frau Elisabeth.

## Werk

### Physik

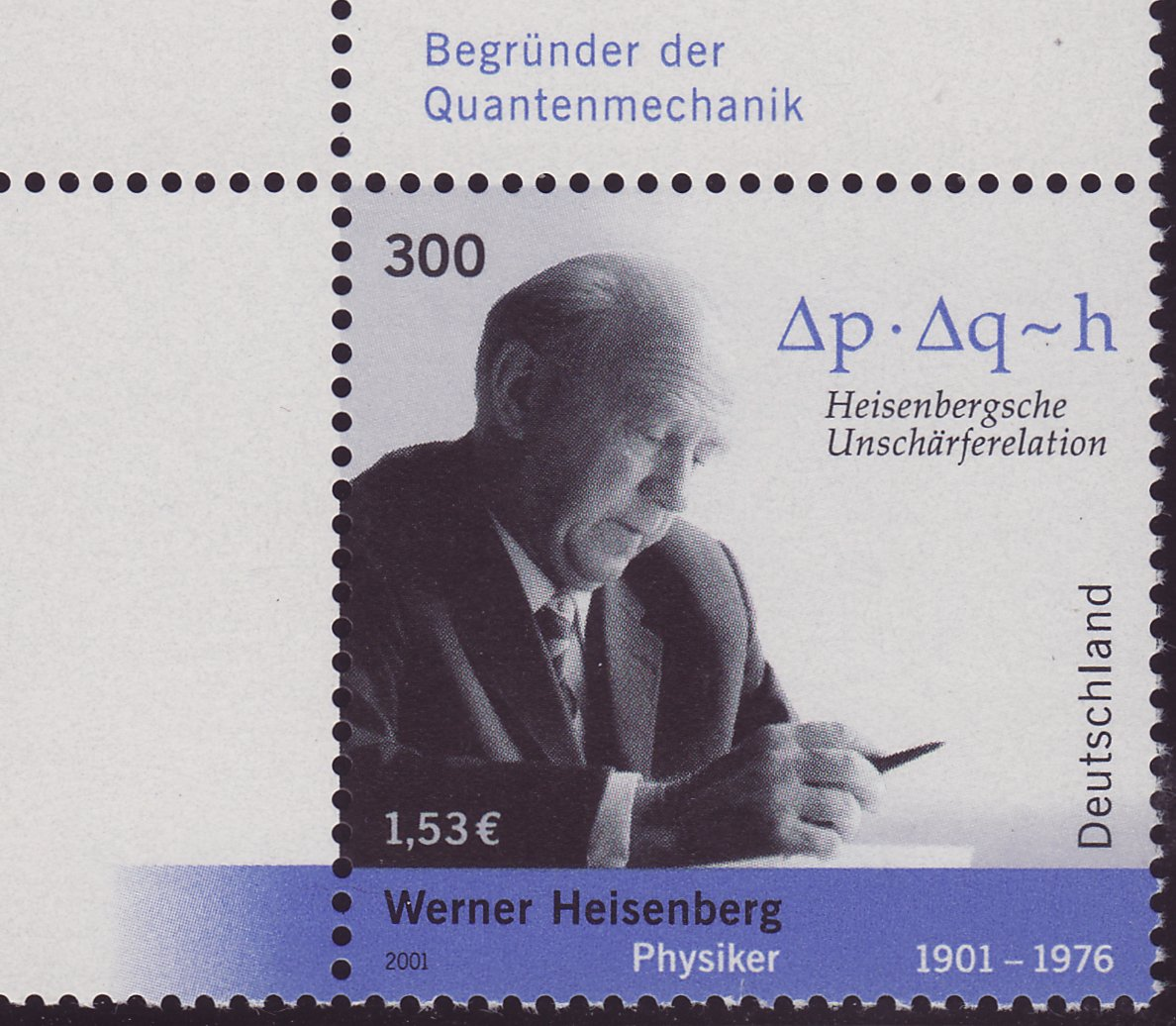
Briefmarke der Deutschen Post zu Heisenbergs 100. Geburtstag (2001)

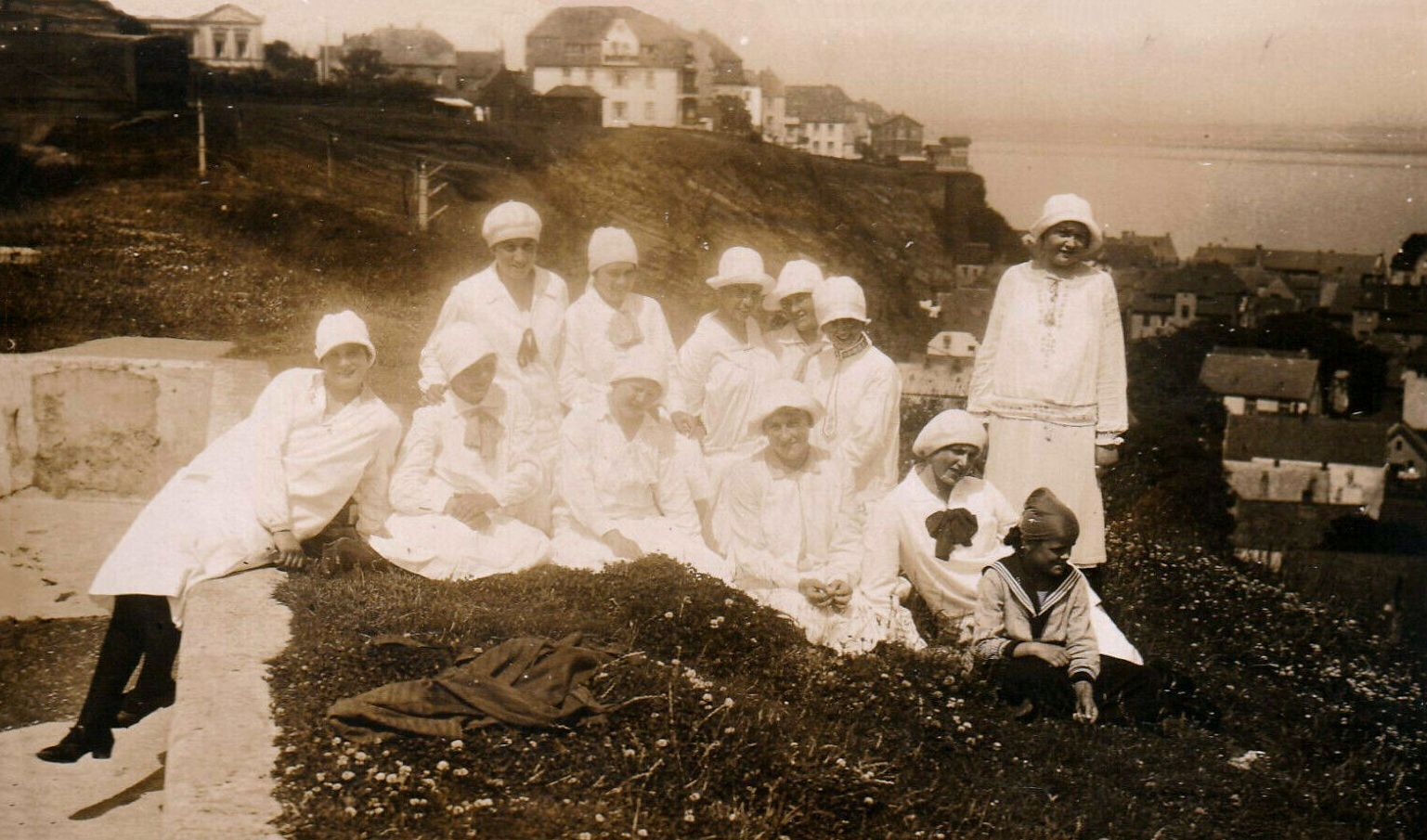
Blick auf die Villa Redell in den Zwanziger Jahren (in der Mitte oben mit Balkonen), in der Heisenberg auf Helgoland wohnte – im Vordergrund Touristinnengruppe.

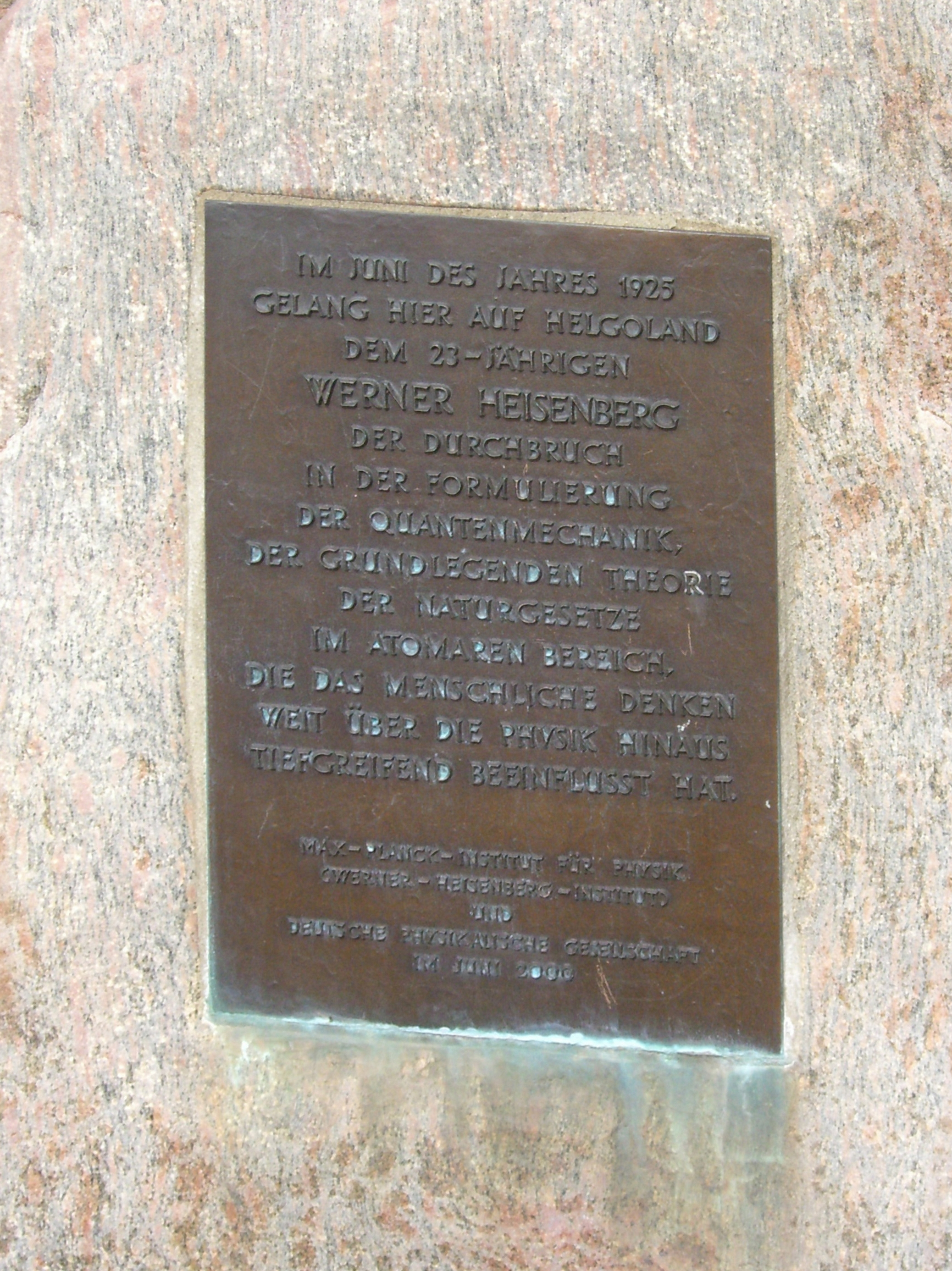
Gedenkstein für Heisenberg auf Helgoland, wo er im Juni 1925 entscheidende Fortschritte in der Aufstellung der Quantenmechanik machte; er war dort wegen starken Heuschnupfens im Urlaub

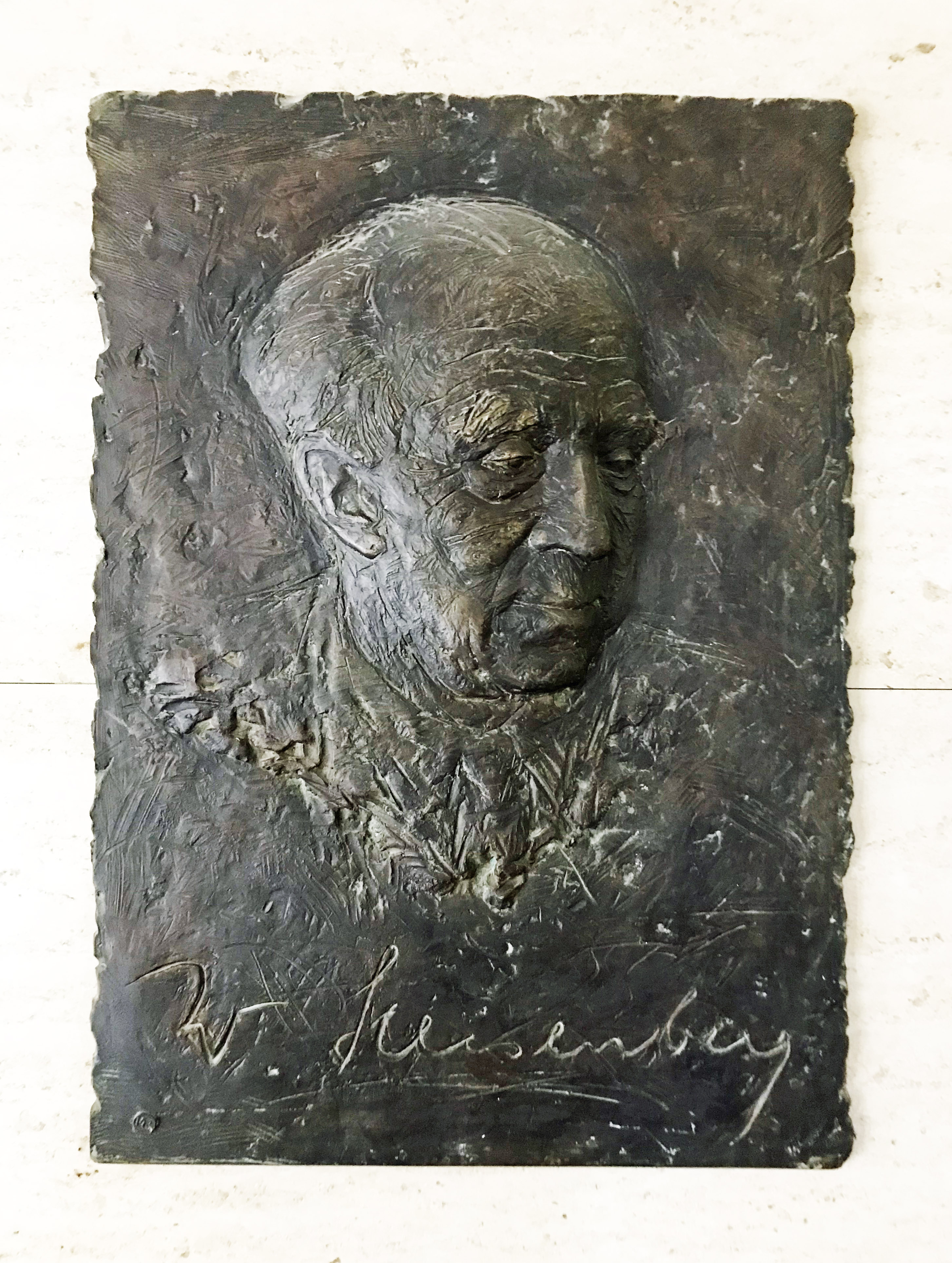
Bronzetafel im Foyer des Physikgebäudes der Universität Leipzig (Künstler: Markus Gläser)

Heisenberg bestimmte die Physik des 20. Jahrhunderts wesentlich mit. Als Arnold Sommerfelds Musterschüler beeindruckte er gleich 1924 mit seiner Dissertation, für die ihm sein Lehrer das schwierige Problem der Turbulenz von Flüssigkeitsströmungen gestellt hatte. In einer tour de force gelangte er zur Abschätzung der kritischen Reynolds-Zahl. Dabei entwickelte er nebenbei auch die WKB-Methode. Aus dieser Zeit stammt auch sein lebenslanges Interesse für nichtlineare Gleichungen, die trotz scheinbarer Einfachheit der Form zu sehr komplexem Verhalten führen. Insofern ist er auch ein Vordenker der in den 1970er Jahren aufblühenden Chaostheorie. In den 1940er Jahren griff er das Thema in der statistischen Theorie der homogenen Turbulenz noch einmal auf, wie auch gleichzeitig Andrei Kolmogorov.
In Sommerfelds Institut wurde das Bohrsche Atommodell nach allen Seiten weiter ausgebaut. Bei Arbeiten zur Erklärung des anomalen Zeeman-Effekts führte Heisenberg erstmals halbzahlige Quantenzahlen ein (gleichzeitig mit Alfred Landé), womit das Verhalten der Atome im Bohr-Modell immer verwirrender wurde, man sprach schon von der „Zahlenmystik“ der Sommerfeld-Schule. 1922 kam Bohr zu Diskussionen und Vorlesungen nach Göttingen und fand sofort einen „Draht“ zu Heisenberg, der ihn später mehrfach längere Zeit in Kopenhagen besuchte und sogar Dänisch lernte. Der physikalische Durchbruch zur Überwindung des Bohrschen Modells gelang Heisenberg bei einem Urlaubsaufenthalt im Juni 1925 auf der Insel Helgoland, wo er seinen Heuschnupfen auskurieren wollte. Statt der nicht beobachtbaren Bohrschen Atombahnen verwendete er nur die beobachtbaren Frequenzen und Übergangswahrscheinlichkeiten, die er in einem Schema anordnete, das Max Born später als mathematische Matrix identifizierte. Die Quantentheoretische Umdeutung kinematischer und mechanischer Beziehungen ist mit den gleich darauf folgenden Arbeiten von und mit Max Born und Pascual Jordan die Geburtsstunde der Quantenmechanik.
Wie Heisenberg in seiner Autobiographie Der Teil und das Ganze schildert, führte er bei einem Besuch in Berlin 1925 auch Diskussionen mit Albert Einstein über die neue Quantentheorie. Heisenberg dachte eigentlich, sein Beseitigen nicht-messbarer Größen aus der physikalischen Theorie würde Einsteins Zustimmung finden, der sich von ähnlichen Überlegungen Ernst Machs bei seiner speziellen Relativitätstheorie leiten ließ, die er mit Gedankenexperimenten erläuterte und mit der er den Äther verbannte. Der Einstein der 1920er Jahre schätzte die Quantenmechanik zwar als bedeutsam ein, hielt eine solche Säuberung einer physikalischen Theorie aber für absurd. Er wollte die radikale Idee der Bohr-Heisenbergschen Interpretation der neuen Theorie, eine Messgröße würde erst im Augenblick einer Messung einen bestimmten Wert annehmen, nicht akzeptieren und schon gar nicht die statistische Interpretation durch Max Born. Einstein formulierte das in diversen von ihm erfundenen Paradoxien und in seinem bekannten Zitat „Jedenfalls bin ich überzeugt, daß der Alte (Gott) nicht würfelt.“
Über die Interpretation der neuen Theorie gab es kurz nach ihrer Entstehung intensive Diskussionen mit Niels Bohr in Kopenhagen, in denen sich Heisenberg schon als gleichwertiger Partner erwies. Bohr führten diese Gespräche zum Komplementaritätsprinzip, Heisenberg zur Unschärferelation – der Aussage, dass wichtige physikalische Messgrößen wie Ort und Impuls (oder Zeit und Energie) nicht gleichzeitig scharfe Werte haben. Mathematisch fand das seinen Ausdruck darin, dass diese durch Operatoren bzw. Matrizen dargestellt wurden, die nicht miteinander vertauschen (kanonische Kommutatoren.) Die Beiträge Bohrs und Heisenbergs bildeten die Grundlage der Kopenhagener Interpretation der Quantenmechanik.
In seiner Leipziger Zeit leistete er wichtige Beiträge zur Kernphysik (Einführung des Isospins), entwickelte eine Theorie des Ferromagnetismus (Heisenberg-Ferromagnet mit Austausch-Wechselwirkung, 1928) und leistete unter anderem mit Wolfgang Pauli Pionierarbeit in der Quantenfeldtheorie. Hier sind insbesondere die Arbeiten mit seinem im Krieg gefallenen Assistenten Hans Euler zu erwähnen, unter anderem zu Modifikation der Gleichungen des elektromagnetischen Feldes bei Paarerzeugung aus dem Vakuum. Heisenberg gilt mit John Archibald Wheeler als Vater der S-Matrix (Streumatrix) und untersuchte schon früh Modelle der Quantenfeldtheorie mit fundamentaler Länge. In den 1940er Jahren beschäftigte er sich neben Reaktorphysik auch mit der kosmischen Höhenstrahlung und den durch sie erzeugten Teilchenschauern, die schon bald in England zur Entdeckung der ersten Mesonen führten und allgemein damals als Quelle für Elementarteilchen die Rolle der heutigen Teilchenbeschleuniger hatten. Von Heisenberg stammt auch die Idee der Einführung einer indefiniten Metrik in der Quantenfeldtheorie.
In der Nachkriegszeit gelang es Heisenberg trotz respektabler Einzelleistungen nicht mehr, den Anschluss an die internationale Forschung zu finden. Er versuchte sich an einer Theorie der Supraleitung und an einer einheitlichen Feldtheorie für die Elementarteilchenphysik, einer Erweiterung der Dirac-Gleichung mit nichtlinearer Selbstwechselwirkung und Isospin-Freiheitsgrad. Heisenberg kannte das Potenzial nichtlinearer Gleichungen; in der Elementarteilchenphysik, die damals gerade erst begann, den „Teilchenzoo“ zu klassifizieren, erwies sich dieser Ansatz allerdings als verfrüht. Die Theorie bekam damals viel Medienaufmerksamkeit (Heisenbergs neue Weltformel), wurde aber schon früh von den internationalen Fachkollegen abgelehnt – auch von seinem Freund Wolfgang Pauli, der anfangs noch enthusiastisch an der Theorie mitarbeiten wollte.

### Schüler
Zu den Besuchern am Leipziger Institut in den 1930er Jahren zählen bekannte Physiker wie Victor Weisskopf, Shin’ichirō Tomonaga, Lew Landau, Ugo Fano, Markus Fierz, Gian-Carlo Wick, John C. Slater, George Placzek und Ettore Majorana. Zu den bei Heisenberg promovierten Physikern gehörten in Leipzig Felix Bloch, Carl Friedrich von Weizsäcker, Hans Euler, Hermann Arthur Jahn, Bernhard Kockel, Erich Bagge, Edward Teller, Alfred Wolf, Arnold Siegert, Șerban Țițeica, Heinrich Moritz („Heimo“) Dolch, Bernhard Püschel, Wang Foh-San, Walter Masing, Detlef Lyons und Edwin Gora.
In Göttingen wurden u. a. Wilhelm Macke, Rudolf Schulten, Otfried Madelung, Werner Güttinger, Kurt Symanzik und Peter Mittelstaedt bei Heisenberg promoviert.
Heisenberg hatte auch viele Post-Doktoranden wie Edward Teller, Rudolf Peierls, Victor Weisskopf, Ugo Fano, Shin’ichirō Tomonaga, Tullio Regge, Siegfried Flügge, Arnold Nordsieck, Bruno Zumino, Theodor Schmidt und Ettore Majorana.
Zu seinen Assistenten gehörten Guido Beck und Hans-Peter Dürr, mit dem er in den 1960er Jahren an seiner einheitlichen Feldtheorie arbeitete.

### Autobiographie
Unter seinen nichtfachwissenschaftlichen Schriften ragt seine Autobiographie hervor: Der Teil und das Ganze. Gespräche im Umkreis der Atomphysik (1969). Aus über vier Jahrzehnten Abstand rekonstruiert Heisenberg Dialoge, die veranschaulichen, wie seine Beiträge zur Quantenmechanik in engem Austausch mit befreundeten Mitforschern (Arnold Sommerfeld, Niels Bohr, Wolfgang Pauli u. a.) erarbeitet wurden. Hier zeigen sich seine philosophischen Interessen, die in Richtung einer neuplatonischen Naturdeutung gehen, wobei die Symmetrieprinzipien der Physik eine fundamentale Rolle spielen.

## Philosophie
Für Heisenberg waren Physik und Philosophie untrennbar miteinander verbunden. Philosophisch war er überzeugt, dass die moderne Physik Platon recht gibt: „Denn die kleinsten Einheiten der Materie sind tatsächlich nicht physikalische Objekte im gewöhnlichen Sinne des Wortes; sie sind Formen, Strukturen, oder im Sinne Platons, Ideen, über die man unzweideutig nur in der Sprache der Mathematik reden kann.“ Die Symmetrien in der Grundgleichung seiner einheitlichen Feldtheorie sieht er im Sinne Platons.
Als gefährlich kritisiert Heisenberg die Spaltung zwischen Materie und Geist bei René Descartes. „Descartes erkennt, dass unser Wissen über unser eigenes Denken sicherer ist, als unser Wissen über die äußere Welt. Aber schon seine Ausgangsposition mit dem Dreieck: Gott, Welt und Ich vereinfacht die Grundlage für das weitere Philosophieren in einer gefährlichen Weise. Die Spaltung zwischen Materie und Geist oder zwischen Körper und Seele, die mit Platons Philosophie begonnen hatte, ist jetzt vollständig.“ Die Unterscheidung zwischen Kraftfeld und Stoff geht laut Heisenberg in der modernen Physik verloren, weil zu jedem Kraftfeld eine besondere Art von Elementarteilchen gehört.
Wichtig war für ihn der Nachweis der Einheit der Materie: Alle Elementarteilchen können in Stößen hinreichender Energie in andere Teilchen umgewandelt werden, also einfach aus kinetischer Energie erzeugt werden und sie können sich in Energie, z. B. in Strahlung verwandeln. So formuliert er: „Alle Elementarteilchen sind aus der gleichen Substanz, aus demselben Stoff gemacht, den wir nun Energie oder universelle Materie nennen können.“
Die Suche nach der tiefsten Quelle allen Verstehens war für ihn der gemeinsame Ursprung von Religion und Wissenschaft. In diesem Zusammenhang setzte sich Heisenberg auch intensiv mit Goethes Naturbild und Naturphilosophie auseinander.

## Politik
Heisenberg war zwar nicht politisch engagiert (und in seiner Grundeinstellung eher konservativ), hatte aber wegen seiner Bekanntheit als Physiker Publizität und politisches Gewicht. Nach der Machtergreifung der Nationalsozialisten 1933 gingen berühmte Physikerkollegen wie Albert Einstein und Erwin Schrödinger in die Emigration. Heisenberg hingegen blieb in Deutschland, was ihm später oft vorgeworfen wurde. In seiner Selbstbiographie für die Akademie Leopoldina schrieb er 1933, dass seine politische Einstellung wohl in den Jahren 1918/19 entschieden worden sei, als er sich in einem Freikorps am Kampf gegen die Münchner Räterepublik beteiligt hatte.
Zwischen 1933 und 1945 musste er sich gegen Angriffe der nationalsozialistisch orientierten „Deutschen Physik“ wehren, die sie von der angeblich „jüdisch unterwanderten“ Quantenphysik und der Einsteinschen Relativitätstheorie freihalten wollten. Die Vertreter der „Deutschen Physik“, allen voran Johannes Stark und Philipp Lenard, verwarfen seine Theorien mit dem Hinweis, er sei ein „theoretischer Formalist“ und „Geist von Einsteins Geist“. Stark veröffentlichte 1937 in der SS-Zeitung Das Schwarze Korps einen Artikel über „Weiße Juden in der Wissenschaft“, in dem er vor allem Heisenberg angriff. Attacken dieser Art konnten in der Zeit des Nationalsozialismus zur persönlichen Bedrohung werden. Heisenberg nutzte eine entfernte Bekanntschaft seiner Eltern zur Familie Himmler (sein Vater war Griechischprofessor, Himmlers Vater Griechischlehrer in München), um diese Angriffe abzustellen.
In der Nachkriegszeit stand Heisenberg Konrad Adenauer nahe, setzte sich für eine verstärkte Kernforschung und für den Bau von Reaktoren ein, lehnte jedoch gleichzeitig eine militärische Nutzung der Kernenergie ab. Gemeinsam mit siebzehn weiteren Physikern („Göttinger Achtzehn“) wandte er sich im April 1957 mit dem Göttinger Manifest gegen die geplante atomare Bewaffnung. Heisenberg engagierte sich auch im Tübinger Memorandum, in dem sich 1961 die Unterzeichner gegen eine atomare Bewaffnung und für die Anerkennung der Oder-Neiße-Grenze aussprachen. Als Ende der 1960er Jahre die Studentenbewegung auch sein Institut okkupierte, zog Heisenberg Vergleiche zur nationalsozialistischen Studentenbewegung der 1930er Jahre.

## Auszeichnungen
„Für die Begründung der Quantenmechanik, deren Anwendung – unter anderem – zur Entdeckung der allotropen Formen des Wasserstoffs geführt hat“ wurde er 1933 mit dem Nobelpreis für Physik des Jahres 1932 ausgezeichnet.
1933 wurde Heisenberg die Max-Planck-Medaille verliehen. 1943 erhielt er den Kopernikus-Preis der Universität Königsberg. Er erhielt außerdem die Barnard-Medaille (New York), die Matteucci-Medaille (Rom), die Grotius-Medaille und die Niels-Bohr-Medaille.
1957 wurde er mit der Friedensklasse des Pour le Mérite ausgezeichnet. Er erhielt den Kulturellen Ehrenpreis der Landeshauptstadt München. 1961 wurde er mit dem Bayerischen Verdienstorden geehrt. 1964 erhielt er das Große Verdienstkreuz des Verdienstordens der Bundesrepublik Deutschland mit Stern und Schulterband. 1973 wurde ihm der Romano-Guardini-Preis verliehen, den bis dahin ausschließlich Theologen erhalten hatten.
Heisenberg war Ehrendoktor zahlreicher Universitäten und Hochschulen, unter anderem der Technischen Hochschule Karlsruhe (1961).
Mitgliedschaften:
- 1930 Sächsische Akademie der Wissenschaften zu Leipzig
- 1933 Deutsche Akademie der Naturforscher Leopoldina[43]
- 1937 Akademie der Wissenschaften zu Göttingen
- 1937 American Philosophical Society[44]
- 1949 Bayerische Akademie der Wissenschaften (korrespondierendes Mitglied), 1959 ordentliches Mitglied
- 1955 Royal Society (auswärtiges Mitglied)[45]
- 1958 American Academy of Arts and Sciences
- 1961 National Academy of Sciences
- 1967 Ehrenmitglied der Leopoldina

## Postume Rezeption

### Ehrungen

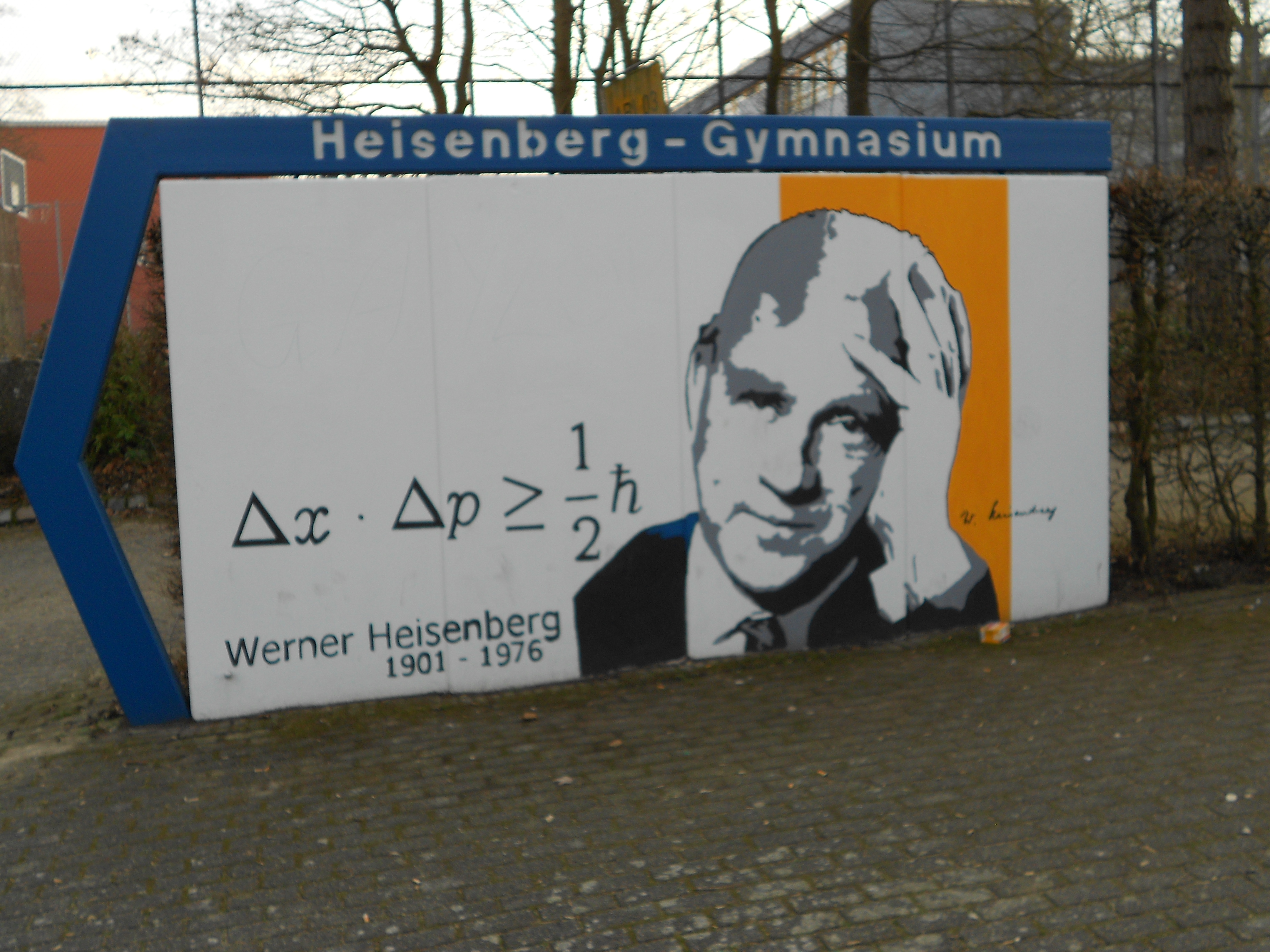
Das Heisenberg-Gymnasium in Hamburg-Eißendorf

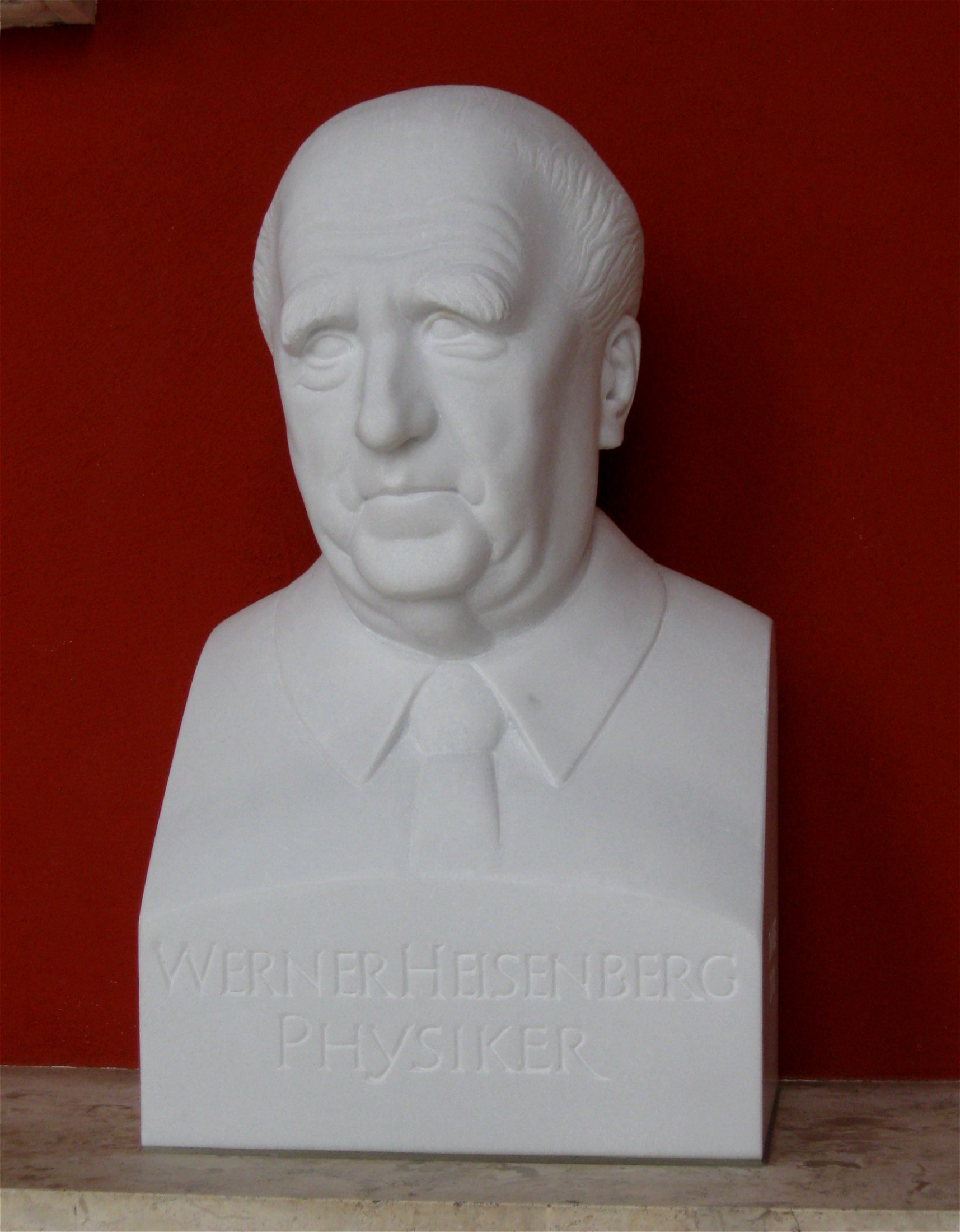
Büste in der Ruhmeshalle in München

Nach Heisenberg wurde das Heisenberg-Programm der Deutschen Forschungsgemeinschaft (DFG) benannt, das seit 1977 das Heisenberg-Stipendium und seit November 2005 auch die Heisenberg-Professur umfasst.
Nach Heisenberg wurden einige Schulen benannt, unter anderem die bis 2011 existierende Werner-Heisenberg-Realschule Ratingen, die Berufsfachschule in Rüsselsheim und mehrere Gymnasien. Straßen wurde nach ihm unter anderem in Augsburg, Mannheim, Magdeburg, Neu-Isenburg, Regensburg und Würzburg benannt. In München erinnert die Werner-Heisenberg-Allee an ihn. Die Universität der Bundeswehr München liegt am Werner-Heisenberg-Weg in Neubiberg.
Am 23. Mai 2000 wurde ein Asteroid nach Werner Heisenberg benannt: (13149) Heisenberg.
Zum 100. Geburtstag Heisenbergs (2001) gab die Deutsche Post ein Sonderpostwertzeichen zur Heisenbergschen Unschärferelation mit seinem Porträt im Nennwert 3,00 DM/1,53 Euro heraus (Michel-Nr. 2228).
Seit April 2009 steht seine Büste, entworfen von dem akademischen Bildhauer Toni Preis, in der Ruhmeshalle in München.
Am 7. Dezember 2012 wurde die Heisenberg-Gesellschaft gegründet mit dem Ziel, Heisenbergs Andenken lebendig zu erhalten und aktuelle Themen der Physik, die im Zusammenhang mit seinem Werk stehen, zu vermitteln.

### Literarisches
Michael Frayns 1998 uraufgeführtes Theaterstück Kopenhagen thematisiert Heisenbergs Besuch bei Niels Bohr im von den Deutschen besetzten Kopenhagen des Jahrs 1941 und Heisenbergs Beteiligung am Uranprojekt.
Richard von Schirach porträtierte Heisenberg und weitere Physiker des Atomprogramms des NS-Regimes in seinem halbfiktionalen, 2012 erschienenen Buch Die Nacht der Physiker. Heisenberg, Hahn, Weizsäcker und die deutsche Bombe.
Der Schriftsteller Jérôme Ferrari schilderte in seinem 2015 erschienenen Roman Das Prinzip das Leben Werner Heisenbergs.

### Film und Fernsehen
- Einem weltweiten Publikum wurde der Name Heisenberg bekannt als Pseudonym des Protagonisten Walter White in der US-amerikanischen Krimi-Fernsehserie Breaking Bad.[46]
- Der (fiktive) Heisenbergkompensator löst in Star Trek das Problem, dass bei der Teleportation laut Heisenbergscher Unschärferelation es nicht möglich ist, zu einem bestimmten Zeitpunkt sowohl den Ort als auch die Geschwindigkeit und Richtung eines subatomaren Partikels beliebig genau festzustellen.
- In der Fernsehserie The Man in the High Castle wird eine Atombombe Heisenberg Device (Heisenberg-Gerät) genannt.
- In dem Fernsehfilm Ende der Unschuld wird die Figur des Prof. Werner Heisenberg durch Jürgen Hentsch verkörpert.
- In der norwegischen Fernsehserie Saboteure im Eis – Operation Schweres Wasser wird Heisenberg von Christoph Bach dargestellt.
- In dem Teil der Serie Genius, die sich mit Albert Einstein befasst, wird Heisenberg von Christian Rubeck gespielt.
- Im Agentenfilm Geheimcode Intrepid wird Heisenberg von Chris Wiggins dargestellt.
- Im Film Oppenheimer von Christopher Nolan wird Heisenberg von Matthias Schweighöfer gespielt.

## Veröffentlichungen (Auswahl)
Bücher
- Wandlungen in den Grundlagen der Naturwissenschaft. Hirzel, Stuttgart 1947, ISBN 3-7776-1366-5.
- Einführung in die einheitliche Feldtheorie der Elementarteilchen. Hirzel, Stuttgart 1967.
- Der Teil und das Ganze. Gespräche im Umkreis der Atomphysik. Piper, München 1969 (7. Auflage. 2001, ISBN 3-492-22297-8).
- Schritte über Grenzen. Piper, München 1971 (= Serie Piper. Band 336).
- Naturwissenschaftliche und religiöse Wahrheit. Rede zur Verleihung des Romano-Guardini-Preises. In: Physikalische Blätter. August 1973, doi:10.1002/phbl.19730290801
- Jürgen Busche (Hrsg.): Quantentheorie und Philosophie. Reclam, Stuttgart 1979, ISBN 3-15-009948-X.
- Collected works. Mehrere Bände, Piper/Springer, ab 1984.
- Ordnung der Wirklichkeit. Piper, München 1989, ISBN 3-492-10945-4.
- Physikalische Prinzipien der Quantentheorie. BI Hochschultaschenbuch (Vorlesungen Universität Chicago, 1930), wieder: Spektrum, 1991.
- Physik und Philosophie. Hirzel, Stuttgart 2000, ISBN 3-7776-1024-0.

Aufsätze
- W. Heisenberg: Über quantentheoretische Umdeutung kinematischer und mechanischer Beziehungen. In: Zeitschrift für Physik. 33. Jahrgang, Nr. 1, 1925, S. 879–839, doi:10.1007/BF01328377 (psiquadrat.de [PDF]).
- Über quantenmechanische Kinematik und Mechanik. In: Mathematische Annalen. 1926.
- Mit Born, Jordan: Zur Quantenmechanik II. (Memento vom 20. April 2008 im Internet Archive). In: Zeitschrift für Physik. 1926 (englische Übersetzung).
- Mit Euler: Konsequenzen aus der Diracschen Theorie des Positrons. 1936 (englische Übersetzung) arxiv:physics/0605038.
- Der unanschauliche Quantensprung. In: Neue Physikalische Blätter. Februar 1946. doi:10.1002/phbl.19460020102
- Mesonenerzeugung als Stoßwellenproblem. (Memento vom 19. Februar 2008 im Internet Archive). In: Zeitschrift für Physik. 1952 (englische Übersetzung).
- La recherche nucléaire en Allemagne. In: Zs. Documents. Revue mensuelle des questions allemandes. N° 4, Strasbourg 1955, S. 443–452.[47]
- Die Entwicklung der Deutung der Quantentheorie. In: Physikalische Blätter. Juli 1956, doi:10.1002/phbl.19560120701
- Die Rolle der modernen Physik in der Entwicklung des Denkens. In: Physikalische Blätter. Mai 1961, doi:10.1002/phbl.19610170501
- Gespräche über das Verhältnis von Naturwissenschaft und Religion. In: Physikalische Blätter. Juli 1970, doi:10.1002/phbl.19700260701
- Die Bedeutung des Schönen in der exakten Naturwissenschaft. In: Physikalische Blätter. März 1971, doi:10.1002/phbl.19710270301

Reden
- Festrede zur Einweihungsfeier des Werner-Heisenberg-Gymnasiums in Garching, 1971, in: Johannes Blümer (Hrsg.): Quanten 10 (=  Schriften der Heisenberg-Gesellschaft; Band 10). S. Hirzel, Stuttgart 2025, S. 109–117 (Volltext)